# Mihai Iancu
Mihai Iancu (n. 25 ianuarie 1946) este un fost deputat român în legislatura 1990-1992, ales în municipiul București pe listele partidului FSN. Ca deputat, Mihai Iancu l-a înlocuit pe deputatul Eugen Dijmărescu de la data de 31 iulie 1990.